# Ахматово (Касимовский район)
Ахматово (тат. Карлар) — деревня в Касимовском районе Рязанской области, центр Ахматовского сельского поселения. 
Относилась к группе кара аймак поселений касимовских татар.

## История
По дореволюционному административному делению д. Ахматово относилось к Татарской волости Касимовского уезда Рязанской губернии. 
Население в 1862 г. составляло 77 чел. 
Собственной мечети в деревни не было, и жители относились к приходу мечети с. Собакина.
В деревне есть ул. Татарская. На окраине — татарское кладбище. 
Ежегодно проводится Сабантуй.

## Население
| 1859 | 1906 | 2010 |
| ---- | ---- | ---- |
| 77   | ↗165 | ↗452 |

Национальный состав
| Народ   | 2002 | 2010 |
| ------- | ---- | ---- |
| русские | 68 % | 66 % |
| татары  | 29 % | 33 % |
| чуваши  | 1 %  | 1 %  |